# محمد أورنكزيب
محمد أورنكزيب (مواليد 1964) هو مصرفي باكستاني يشغل منصب وزير المالية والإيرادات منذ 11 مارس 2024. شغل سابقا منصب الرئيس التنفيذي ورئيس بنك الحبيب المحدود من فبراير 2018 إلى مارس 2024.

## النشأة والتعليم
ولد أورنكزيب في يونيو 1964 لتشودري محمد فاروق رامداي، الذي شغل منصب المدعي العام الباكستاني مرتين.
التحق أورنكزيب كلية إيتشیسون ‏ في لاهور ثم حصل لاحقا على منحة الآغا خان للدراسة في كلية وارتون بجامعة بنسلفانيا. تخرج من كلية وارتون وحصل على درجة البكالوريوس في العلوم والاقتصاد وماجستير إدارة الأعمال.

## العائلة
شغل والد أورنكزيب شودري محمد فاروق منصب المدعي العام الباكستاني مرتين: الأولى في حكومة تصريف الأعمال ولاحقا في وزارة نواز شريف الثانية حتى حلت الحكومة في اعقاب الانقلاب الباكستاني عام 1999.
كان جده شودري محمد صديق قاضيًا في محكمة لاهور العليا. شغل عمه خليل الرحمن رامداي منصب قاض في المحكمة العليا الباكستانية. شغل عمه الآخر أسد الرحمن منصب عضو في المجلس الوطني الباكستاني التابعة للرابطة الإسلامية الباكستانية (ن).

## الوظيفة
بدأ أورنكزيب مسيرته المصرفية في سيتي بنك فرع باكستان ثم انتقل إلى نيويورك. انضم إلى البنك الهولندي ايه بي ان امرو في باكستان في عام 2001 وعمل في البداية مدير قطري. انتقل لاحقا إلى مقر ايه بي ان امرو في أمستردام وقضى فيه 8 سنوات رئيسًا عالمي لإقراض الجملة وأعمال العملاء التجاريين. تعلم محمد اللغة الهولندية واتقنها خلال فترة وجوده في أمستردام. انتقل محمد إلى RBS International بعد بنك ايه بي ان امرو و شغل منصب رئيس الخدمات المصرفية العالمية والأسواق في جنوب شرق آسيا وكذلك المدير التنفيذي القطري لسنغافورة حتى ديسمبر 2010.
انضم أورنكزيب إلى جي بي مورغان تشيس في عام 2011 كرئيس تنفيذي لقسم الشركات في آسيا والمحيط الهادئ في البنك الذي مقره سنغافورة وعمل فيه حتى عام 2018.
عرض رئيس وزراء باكستان آنذاك نواز شريف في فبراير 2014 على أورنكزيب أن يعمل محافظ لبنك الدولة الباكستاني.
عيين أورنكزيب رئيسا ومديرا تنفيذيا لبنك الحبيب المحدود في فبراير 2018. وقت انضامه إلى البنك كانت وزارة الخدمات المالية بولاية نيويورك قد غرمة البنك 225 مليون دولار، طبق خبرته الواسعة في المؤسسات المصرفية والمالية الرائدة ليوجه البنك إلى طريق التعافي والنمو. حقق البنك خلال فترة رئاسة محمد التي استمرت خمس سنوات 12 مليار روبية ربح في عامه الأول و57 مليار روبية في عامه الأخير كما وسع قاعدة عملاء البنك من 12 مليون في عام 2018 إلى 36 مليون بحلول ديسمبر 2023. خلال فترة ولايته وسع البنك أيضا عملياته في الصين، كما شغل منصب رئيس جمعية البنوك الباكستانية ومدير مجلس الأعمال الباكستاني خلال نفس الوقت.
أيد محمد بقوة ميثاق الأعمال وميثاق الاقتصاد الذي اقترحته الأحزاب الأعضاء في الحركة الديمقراطية الباكستانية.

### وزارته للمالية
كان محمد في مارس 2024 صاحب واحد من أعلى خمسة رواتب للرؤساء التنفيذيين في باكستان، حيث كان يحصل على راتب سنوي حوالي 352 مليون روبية. أفيد أن محمد مستعد للتخلي عن راتبه الشهري البالغ 3 كرور روبية في بنك الحبيب وكذلك الجنسية الهولندية لتولي منصب وزير المالية الاتحادي في حكومة شهباز شريف الثانية. عينه رئيس الوزراء شهباز شريف بمنصب وزير اتحادي في 11 مارس. بعد ذلك استقال محمد من منصب الرئيس والمدير التنفيذي لبنك الحبيب. كان أورنكزيب أحد الثلاثة الذين لم يكن لهم منصب برلماني، وفقا للوائح البلاد، أمام أعضاء مجلس الوزراء غير المنتخبين ستة أشهر للحصول على منصب برلماني ليحتفظوا بمنصب الوزير الاتحادي. تخلى عن جنسيته الهولندية وفي اليوم نفسه وحصل على الجنسية الباكستانية. انتقد Asif Kirmani الحليف الوثيق لنواز شريف، تعيين أورنكزيب وزيرًا للمالية واصفًا إياه ببيدق المؤسسة.
أصبح أورنكزيب ثالث مصرفي يتولى منصب وزير المالية بعد شوكت عزيز (1999-2007) وشوكت تارين (2021-2022). قدم أورنكزيب في 16 مارس بدعم من الرابطة الإسلامية الباكستانية (ن) أوراق ترشيحه لانتخابات مجلس الشيوخ الباكستاني لعام 2024. وانتخب لمقعد لتكنوقراط من البنجاب في 12 أبريل بعد حصوله على 128 صوتا.
كانت هناك عدة أراء مختلفة في حزب الرابطة الإسلامية حول تعيين أورنكزيب وزيرًا للمالية بدلًا من وزير الخارجية إسحاق دار لذا قد تقرر في النهاية أن يظل دار منخرطًا في الشؤون الاقتصادية. فأعاد رئيس الوزراء شهباز شريف تشكيل اللجان الوزارية في 22 مارس، وأقال أورنكزيب من رئاسة لجنتين مهمتين كان يرأسهما وزير المالية هما لجنة التنسيق الاقتصادي ولجنة مجلس الوزراء للخصخصة وعيين إسحاق دار رئيسًا للأخيرة. هذا الأمر قوض سلطة أورنكزيب وقراره في القضايا الاقتصادية. ولكن بعد موجة من الانتقادات أعاده شريف إلى رئاسة لجنة التنسيق الاقتصلدي في اليوم. أصبح إسحاق دار في 29 مارس عضوا في مجلس المصالح المشتركة بدلًا من أورنكزيب، وهي أول مرة يصبح فيها وزير الخارجية عضوا في هذا المجلس.